# Eddie Henderson
Eddie Henderson (nacido el 26 de octubre de 1940) es un trompetista estadounidense de jazz que también toca el fliscorno. Tuvo prominencia en la década de los 70 como miembro de la banda del pianista Herbie Hancock, pasando a liderar su propia banda eléctrica/fusión a través de la década. Henderson obtuvo su título de medicina y ha ejercido una carrera paralela como médico y músico, regresando al jazz acústico en la década de los 90. 
Sus influencias incluyen a Booker Little, Clifford Brown, Woody Shaw y Miles Davis.

## La influencia de la familia y comienzos con la música
Su madre fue una de las bailarinas en el Cotton Club. Ella tenía una hermana gemela, y fueron llamadas The Brown Twins. Bailaban con Bill "Bojangles" Robinson y los Nicholas Brothers. En la película que muestra a Fats Waller tocando "Ain't Misbehavin'", la madre de Henderson toca el piano mientras Waller cantaba. Su padre cantaba con Billy Williams y The Charioteers, un popular grupo de cantantes.
A la edad de nueve años le dio una lección informal Louis Armstrong y continuó estudiando el instrumento de adolescente en San Francisco, donde creció, después de que su familia se trasladó allí en 1954, en el Conservatorio de Música de San Francisco. De joven, tocó con la San Francisco Conservatory Symphony Orchestra.
Henderson fue influenciado por los primeros discos de fusión de Miles Davis, que era amigo de sus padres. Se encontraron en 1957, cuando Henderson tenía diecisiete años, y tocaron un concierto juntos. 
Después de completar sus estudios de medicina, Henderson volvió a la zona de la Bahía de San Francisco para su práctica médica y su periodo de residencia y en los descansos volvió de lleno a la música. 
Después de un concierto con Herbie Hancock y su banda Mwandishi siguieron tres años de trabajo con ellos, de 1970 a 1973. Además de los tres discos grabados por el grupo de Hancock, Henderson grabó sus dos primeros álbumes, Realization (1972) y el Inside Out (1973), también con Hancock y la banda Mwandishi.
Después de dejar a Hancock, el trompetista trabaja extensamente con Pharoah Sanders, Mike Nock, Norman Connors, y los Art Blakey's Jazz Messengers, volviendo a la San Francisco Bay Area en 1975, donde se unió al grupo de Latin-jazz, Azteca y trabajó también al frente de sus propias bandas. También grabó con Charles Earland (popular por su versión de "Let the Music Play" en 1978), y más tarde, en la década de los 70, lideró un grupo de rock. 
En la década de los 70, Henderson grabó una serie de discos de fusión durante la era disco que fueron posteriormente reeditados. Grabó dos álbumes en el sello Blue Note, Sunburst (1975) y Heritage (1976); tres para Capitol Records, Comin Thru (1977), Mahal (1978) y Runnin' to Your Love (1979); y dos para Capricornio Records, Realization (1973) y Inside Out (1974). Mientras que ganó algo de reconocimiento por su labor con el sexteto de Herbie Hancock (1970 a 1973), sus propios registros fueron considerados demasiado "comerciales".

## Carrera médica
Después de tres años en la Fuerza Aérea, Henderson se matriculó en la Universidad de California, Berkeley, donde se graduó con un B. S. en zoología en 1964. Luego estudió medicina en la Universidad de Howard en Washington D. C., donde se graduó en 1968. A pesar de que llevó a cabo su residencia en psiquiatría, practicó la medicina general a partir de 1975 hasta 1985, en San Francisco, trabajó a tiempo parcial, cerca de cuatro horas al día en una pequeña clínica. Henderson dijo que, "El jefe médico sabía que yo estaba en la música, y me contrató con la estipulación de que cada vez que tenía giras podía ir y venir a mi antojo. Incluso me pagaban cuando estaba fuera. Fue hermoso", recordó. "Yo sólo quería tocar música. Pero nunca en mis sueños pensé que nunca tuviera oportunidad de tocar con los grandes."

## Trabajo reciente e influencias
En la década de los 90 volvió a tocar jazz acústico en estilo hard bop, de gira con Billy Harper en 1991, mientras trabajaba como médico. 
En los últimos años, Henderson ha tocado en festivales en Francia y Austria. En mayo de 2002, Henderson grabó un álbum de composiciones de Miles Davis, llamado So What?. El grupo incluía a Bob Berg en el saxo, Dave Kikoski en el piano, Ed Howard en el bajo y Victor Lewis en la batería.
Su período de fusión también ha sido revisado en directo en los últimos años, después de haber tocado el Reino Unido y Europa con comentarios positivos, en particular de sus dos noches de actuación en el Jazz Café en Londres, siendo citado por el Blues & Soul Magazine como uno de los conciertos del año. Su grupo de acompañamiento para estos conciertos fue una banda del Reino Unido llamada Mr. Gone. Los músicos en la banda incluían a Simon Bramley en el bajo eléctrico, Phil Nelson en la batería, Tommy Emmerton en la guitarra, Neil Burditt en los teclados, Robin Jones en la percusión y Jamie Harris en el saxofón. 
Recientes grabaciones de Henderson han incluido Oasis (2001 en Sirocco Jazz Limited), So What?, un homenaje a Miles Davis (2002, EPC, Sony, Columbia), Time and Spaces (2004 Sirocco Jazz Limited), Manhattan Blue (2005, inédito), Precious Moment (2006, Kind of Blue) y For All We Know (2010 Furthermore Recordings).
La compositora de Tender You, Precious Moment, Around the World in 3/4 y Be Cool es su esposa, Natsuko Henderson.
Henderson es profesor de la Escuela Juilliard desde el 2007 y es profesor de trompeta en el Conservatorio Oberlin, en el departamento de jazz, desde 2014.

## Discografía

### Como líder
- 1973: Realization (Capricorn)
- 1973: Inside Out (Capricorn)
- 1975: Sunburst (Blue Note)
- 1976: Heritage (Blue Note)
- 1977: Comin' Through (Capitol)
- 1978: Mahal (Capitol)
- 1979: Runnin' to Your Love (Capitol)
- 1989: Phantoms (SteepleChase)
- 1994: Inspiration (Milestone)
- 1994: Manhattan in Blue (Video Arts)
- 1996: Think on Me (SteepleChase)
- 1996: Flight of Mind (SteepleChase)
- 1997: Dark Shadows
- 1998: Dreams of Gershwin
- 1999: Reemergence
- 2001: Oasis
- 2002: So What (Columbia)
- 2004: Time and Spaces
- 2006: Precious Moment (Kind of Blue Records)
- 2007: Association
- 2010: For All We Know (Furthermore)
- 2011: Eddie Henderson & Friends Play the Music of Amit Golan (Minton's Records)
- 2015: Collective Portrait (Smoke Sessions)

### Compilaciones
- Anthology (Soul Brother, 2000) compiles tracks from Sunburst, Heritage, Comin' Through and Mahal
- Anthology Volume 2: The Capricorn Years (Soul Brother, 2005) compiles Realization and Inside Out

### Como músico de sesión
- 1971: Herbie Hancock – Mwandishi
- 1972: Herbie Hancock – Crossings
- 1972: Buddy Terry – Pure Dynamite
- 1973: Herbie Hancock – Sextant
- 1973: Buddy Terry – Lean on Him
- 1973: Norman Connors – Dance of Magic
- 1973: Charles Earland – The Dynamite Brothers
- 1973: Charles Earland – Leaving This Planet
- 1977: Billy Hart – Enchance
- 1977: Richard Davis – Way Out West, Fancy Free
- 1977: Gary Bartz – Music Is My Sanctuary
- 1980: Pharoah Sanders – Journey to the One
- 1987: Leon Thomas – Precious Energy
- 1987: Billy Hart – Rah
- 1988: Kenny Barron - Live at Fat Tuesdays (Enja)
- 1989: Gary Bartz – Reflections of Monk – The Final Frontier (SteepleChase)
- 1989: Billy Harper – Destiny Is Yours (SteepleChase)
- 1991: Kenny Barron - Quickstep (Enja)
- 1991: Billy Harper – Live on Tour in the Far East (SteepleChase)
- 1991: Billy Harper – Live on Tour in the Far East Vol. 2 (SteepleChase)
- 1991: Billy Harper – Live on Tour in the Far East Vol. 3 (SteepleChase)
- 1992: Mulgrew Miller – Hand in Hand
- 1992: Benny Golson – I Remember Miles
- 1993: McCoy Tyner – Journey
- 1993: Mal Waldron – My Dear Family
- 1993: Billy Harper – Somalia
- 1993: Stanley Cowell – Setup
- 1994: Grover Washington Jr. – All My Tomorrows
- 1997: Billy Harper – If Our Hearts Could Only See
- 1997: Archie Shepp – Something to Live For
- 1997: Kenny Barron – Things Unseen
- 1999: Joe Farnsworth – Beautiful Friendship
- 1999: Kenny Barron - Spirit Song
- 1999: Billy Harper – Soul of an Angel
- 2003: Gerald Wilson – New York, New Sound
- 2005: Gerald Wilson – In My Time
- 2006: Mingus Big Band – Live in Tokyo
- 2006: Leszek Kułakowaski Quartet – Cantabile in G-minor
- 2008: The John Hicks Legacy Band – Mind Wine: The Music of John Hicks
- 2009: Benny Golson – New Time, New 'Tet
- 2009: Meeco – Amaro Mel
- 2010: Tomek Grochot Quintet – My Stories
- 2010: Azar Lawrence – Mystic Journey
- 2010: The Cookers – Warriors
- 2010: Meeco – Perfume e Caricias
- 2012: Meeco– Beauty of the Night